# Angelababy Yeung
Angela Yeung Wing (Shanghái, 28 de febrero de 1989), conocida por su nombre artístico Angelababy, es una actriz y modelo china.

## Biografía
Ángela Yeung Wing, conocida por su nombre artístico Angelababy, nació el 28 de febrero de 1989.
En 2004 comenzó a salir con el cantante hongkonés William Chan, pero la relación terminó en 2009.
En 2009 comenzó a salir con el actor chino Huang Xiaoming. La pareja se casó el 8 de octubre de 2015. El 17 de enero de 2017 la pareja le dio la bienvenida a su primer hijo juntos, Xiao Haimian, nacido en Hong Kong. En enero de 2022 se anunció que la pareja se había divorciado.

## Carrera
Su carrera comenzó cuando fue descubierta por Style International Inc.: a sus jóvenes 17 años entró en la industria del modelaje, siendo vista en un gran número de pasarelas muy reconocidas, así como también en comerciales de televisión. También apareció en numerosos conciertos del músico Jay Chou entre 2007 y 2008 en Hong Kong.
En 2009 firmó un contrato con Avex Group para atender sus contratos y actividades en Japón.
Protagonizó un personaje en el video musical del cantante William Chan.
En julio de 2010 protagonizó el drama web japonés Tweet Love Story, cuya base es la participación del público a través de Twitter: cuatro de las escenas de Angelababy contienen una línea que falta, la cual se completaba a partir de los tuits enviados por los televidentes bajo la etiqueta "#tweetlovestory". En 2015 fue Diana Burnwood en Hitman: Agent 47, y en el año 2016 interpretó a la militar Rain Lao, una piloto, en la película  de ciencia ficción Independence Day: Resurgence, compartiendo pantalla con Liam Hemsworth.

## Filmografía

### Películas
- 2007: Trivial Matters (破事兒), con Eason Chan, Gillian Chung
- 2009: Short of Love (矮仔多情), con Wong Cho Lam, JJ Jia, Kate Tsui, Chrissie Chau, Ella Koon, Race Wong
- 2010: All's Well Ends Well 2010 (花田囍事2010)
- 2010: Hot Summer Days (全城熱戀熱辣辣), con Nicholas Tse, Jacky Cheung, Vivían Hsu, Barbie Hsu
- 2011: All's Well Ends Well 2011 (最強囍事), con Donnie Yen, Louis Koo, Carina Lau, Raymond Wong Bak-Ming, Cecilia Cheung
- 2011: The Founding of a Party (建黨偉業) como Xiaofengxian.
- 2011: Love in Space (全球熱戀)
- 2011: Black & White (痞子英雄)
- 2011: Love You You
- 2012: The First Time
- 2012: Tai Chi 0
- 2012: Tai Chi Hero
- 2015: Hitman: Agent 47
- 2016: Independence Day: Resurgence(天煞—地球反擊戰2)
- 2019: The Captain (中国机长) - (cameo)

### Series de televisión
| Año             | Título                     | Personaje    | Notas              |
| --------------- | -------------------------- | ------------ | ------------------ |
| TBA             | Back for You               | Lu Na        | [ 11 ]             |
| 2022 - presente | The Wind Blows From Longxi | -            | [ 12 ]             |
| 2021            | Faith Makes Great          | Tong Ying    | historia: "Ba Mei" |
| 2017            | General and I              | Bai Pingting | 61 episodios       |

### Programas de variedades
| Año                          | Programa                     | Notas                     |
| ---------------------------- | ---------------------------- | ------------------------- |
| 2020 - presente              | Skillful Detective           | miembro                   |
| 2010 - 2016, 2017 - presente | Keep Running                 | 50 episodios - (miembro)  |
| 2016, 2019, 2020             | Ace vs Ace                   | ep. #1, 4.12 - (invitada) |
| 2019                         | Adventure Life (奇遇人生)    | (invitada)                |
| 2019                         | Four Try (潮流合伙人)        | (miembro)                 |
| 2019                         | Tasty Life Season 3          | (invitada)                |
| 2019                         | Meeting Temple of Heaven     | (invitada)                |
| 2015, 2017-2019              | Happy Camp                   | 9 episodios - (invitada)  |
| 2018                         | Shake It Up (Let's Shake It) | participante              |
| 2014                         | Chef Nic (十二道锋味)        |                           |

### Videos musicales
| Año  | Cantante     | Canción    | Notas                        |
| ---- | ------------ | ---------- | ---------------------------- |
| 2009 | William Chan | "千萬少年" | apareció en el video musical |

### Endorsos
| Año       | Título       | Notas |
| --------- | ------------ | ----- |
| ¿? - 2021 | Adidas China |       |

### Eventos
| Año  | Título                     | Notas |
| ---- | -------------------------- | ----- |
| 2020 | 2019 Weibo Awards Ceremony |       |

## Discografía

### Sencillos
- 2010: Beauty Survivor
- 2011: Love Never Stops
- 2011: Everyday's A Beautiful Story

### Álbumes de la compilación
- 2011: m-flo TRIBUTE ~stitch the future and past~ (Su canción "Tripod Baby" es incluido)

### Otras canciones
| Año           | Título             | Álbum                                                  | Notas                                                                                            |
| ------------- | ------------------ | ------------------------------------------------------ | ------------------------------------------------------------------------------------------------ |
| abril de 2020 | Skillful Detective | OST de "Skillful Detective"                            | junto a Tan Zhuo, Du Haitao, Xiao Yang, Cai Zi y Zhou Zhennan                                    |
| 2020          | 战疫               | Lanzado por China Federation of Literary & Art Circles | (Canción y mensajes para apoyar a quienes luchan contra el coronavirus) - junto a otros artistas |

## Premios y nominaciones
| Año  | Categoría                | Premio                | Película   | Resultado |
| ---- | ------------------------ | --------------------- | ---------- | --------- |
| 2016 | Best Supporting Actress  | Hundred Flowers Award | The Ghouls | Ganó      |
| 2013 | Most Charismatic Actress | HKSC Award            | -          | Ganó      |